# Grabmal des unbekannten Soldaten (Paris)

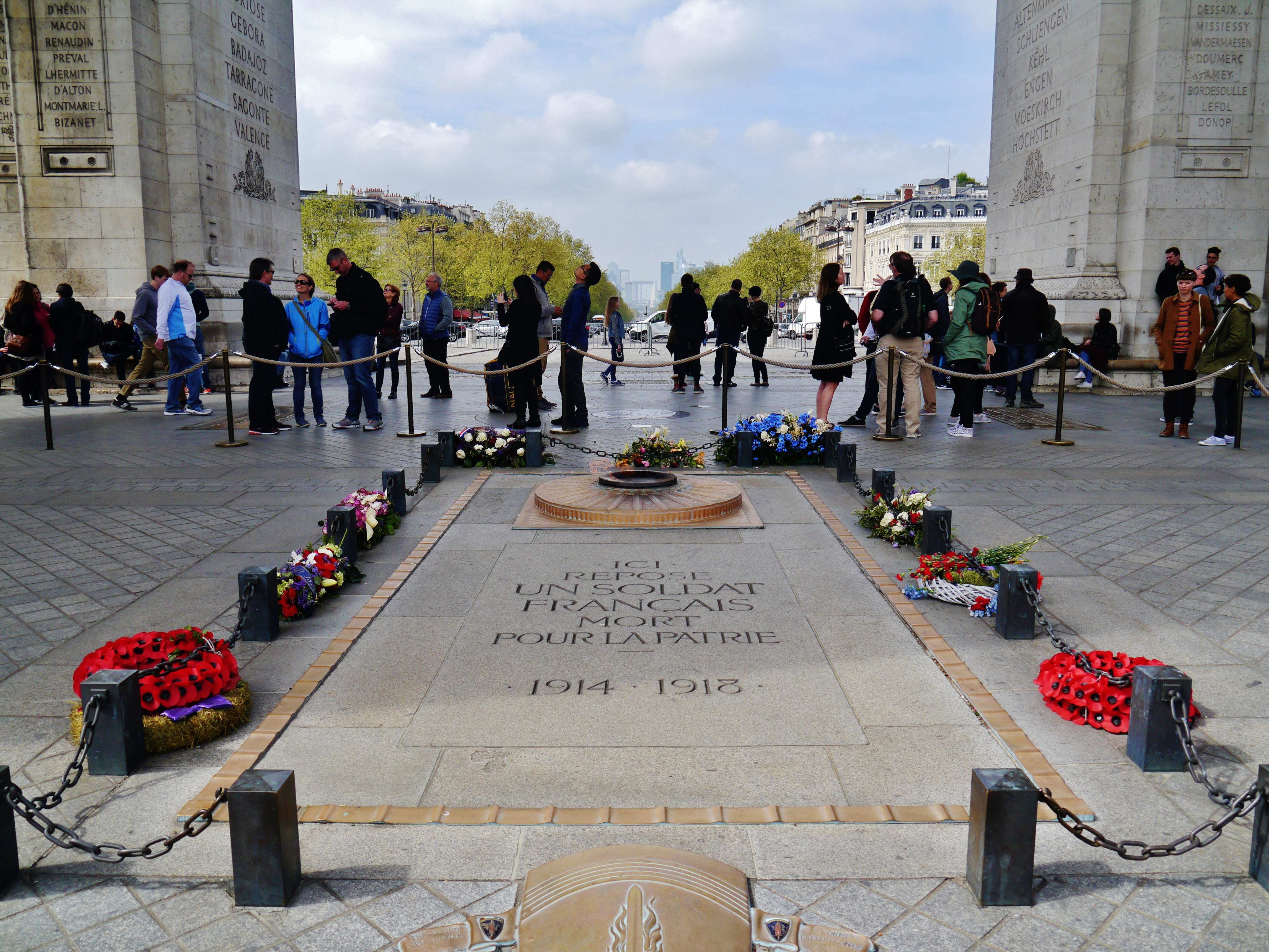
Grabmal des unbekannten Soldaten unter dem Triumphbogen in Paris

Unter dem Triumphbogen in Paris liegt das Grabmal des unbekannten Soldaten aus dem Ersten Weltkrieg mit der täglich gewarteten Ewigen Flamme, im Französischen Flamme du Souvenir (deutsch: Flamme der Erinnerung) genannt, im Gedenken an die Toten, die nie identifiziert wurden. Das ganze Jahr hindurch finden Kranzniederlegungen und Ehrungen statt, die ihren Höhepunkt in der Parade am 11. November finden, dem Jahrestag des Waffenstillstands zwischen Frankreich und Deutschland im Jahr 1918.

## Geschichte

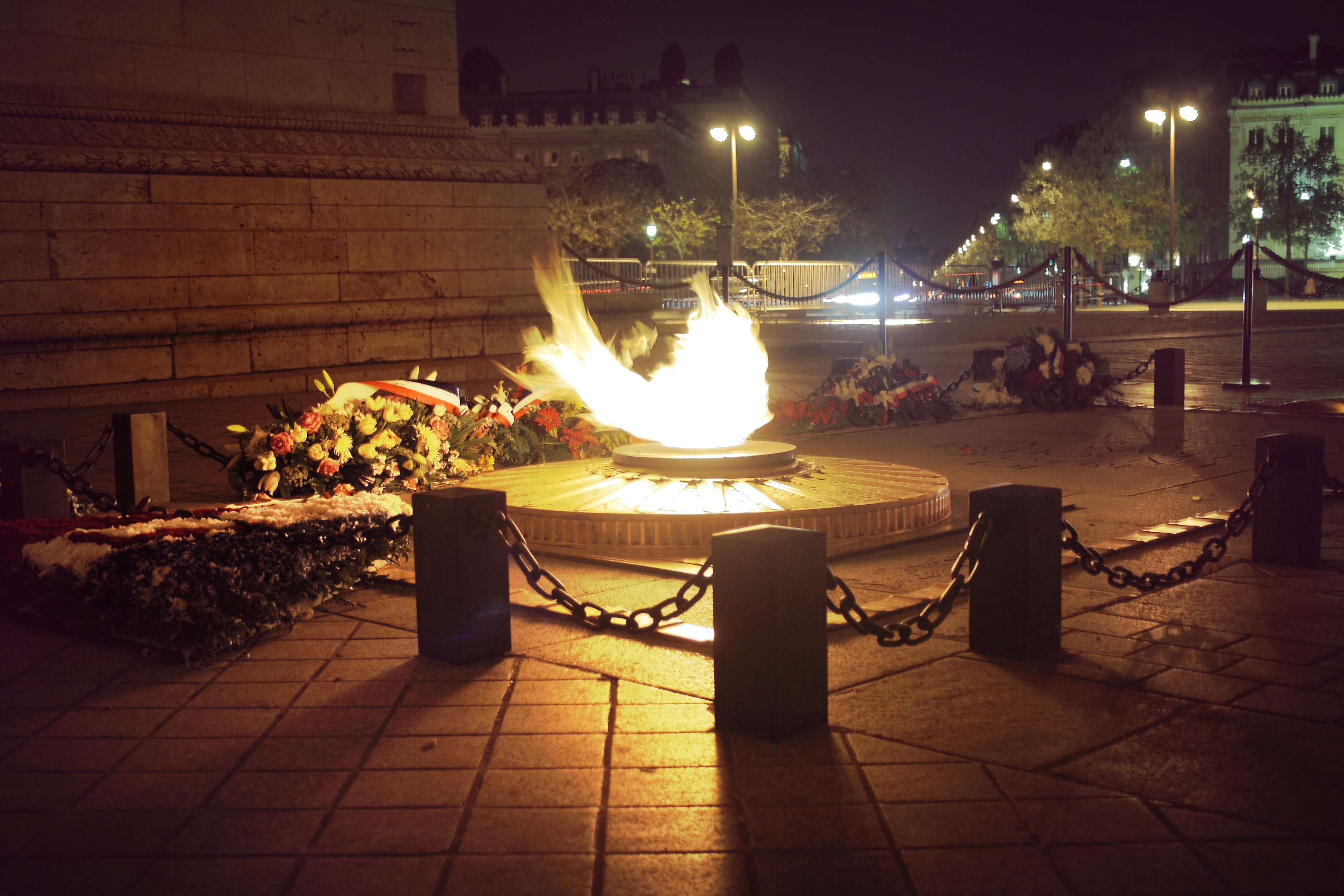
Die Ewige Flamme brennt seit 1923 am Grabmal des unbekannten Soldaten

Im Ersten Weltkrieg war das Recht der gefallenen Soldaten auf ein individuelles Grab zwar anerkannt; allerdings waren unter den Bedingungen dieses Krieges viele Leichen Gefallener physisch vernichtet worden und damit nicht mehr zu identifizieren bzw. überhaupt unauffindbar. Aus diesem Dilemma fand Frankreich als erstes einen Ausweg. Am 11. November 1920 wurde unter dem Triumphbogen der Leichnam eines anonymen Soldaten bestattet, der in der Schlacht um Verdun gefallen war.
Die Maßnahme war in der Nationalversammlung sehr umstritten. Die parlamentarische Linke wollte den unbekannten Soldaten lieber im Panthéon bestatten, wo traditionell die Helden der Republik geehrt wurden. Der Platz unter dem Triumphbogen schien ihnen den Kriegsruhm unangemessen zu betonen. Um der Linken entgegenzukommen, wurde am gleichen Tag das Herz Léon Gambettas, der im Deutsch-Französischen Krieg (1870/71) den nationalen Widerstand organisiert hatte, in das Pantheon überführt. Das Grabmal wurde von Angehörigen und Hinterbliebenen gefallener Soldaten angenommen. Sie besuchen es bis heute, um dort ihrer Trauer Ausdruck zu verleihen.

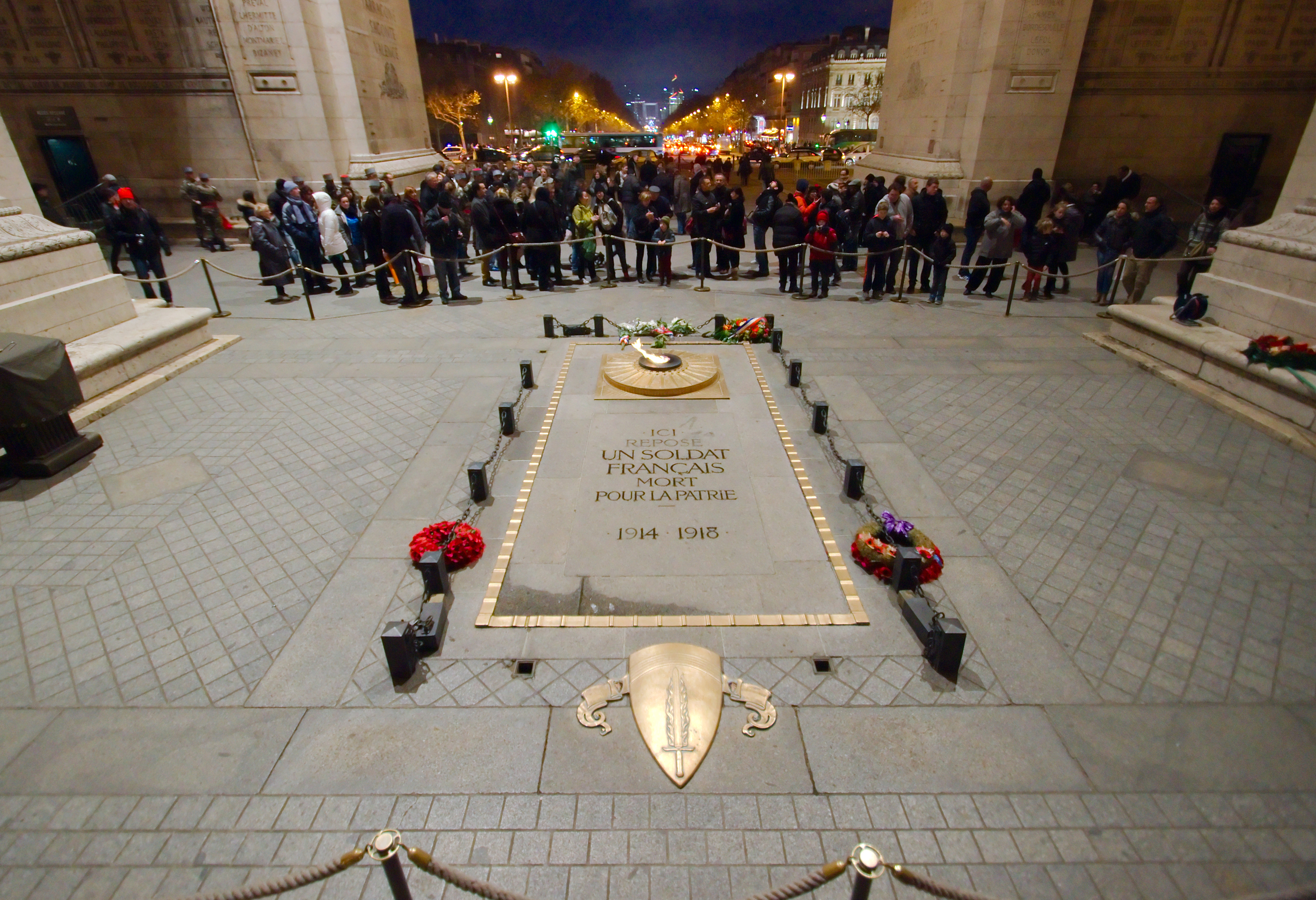
Grabmal des unbekannten Soldaten bei Nacht

Unklar ist die Herkunft des Soldaten. 1925 behauptete die Zeitschrift Der Stahlhelm, dass es sich bei dem unbekannten Soldaten um den Deutschen August Schultz aus Württemberg handle, ohne Belege dafür zu liefern. Tatsächlich ist der dort Beigesetzte eindeutig ein französischer Soldat; der 21-jährige Soldat Auguste Thin durfte seinerzeit einen von acht französischen Gefallenen auswählen, die aus verschiedenen Kampfabschnitten der Westfront nach Verdun gebracht worden waren.
Auch während der deutschen Besetzung von Paris brannte die Ewige Flamme am Grab des unbekannten Soldaten ohne Unterbrechung weiter, und vor dem Grabmal zog eine Ehrenwache der Wehrmacht auf.